# HTC Hero
HTC Hero är en mobiltelefon från HTC, släppt 2009. 
HTC Hero är den tredje Android-mobilen från HTC. Telefonen fick 2010 två efterföljare: HTC Legend och HTC Desire. HTC Hero lanserades med Android 1.5 och fick en uppdatering till Android 2.1 i juni 2010. Det är också HTC:s första Androidbaserade telefon som har det egenutvecklade gränssnittet HTC Sense UI.